# Манашеров, Геннадий Иосифович
Геннадий Иосифович Манашеров — советский и российский художник, педагог, член-корреспондент РАХ, профессор кафедры рисунка Санкт-Петербургского государственного академического института живописи, скульптуры и архитектуры им. И. Е. Репина при Российской Академии художеств. Являясь одним из ведущих теоретиков в области пластической анатомии и учебного рисунка, приверженцем классических традиций академической школы, он внес большой вклад в развитие высшего профессионального художественного образования. С 1979 года член союза художников СССР (с 1992 года Санкт-Петербургский Союз художников). На протяжении всей жизни ведет активную международную деятельность. За плодотворную педагогическую, творческую и международную деятельность награждён Президиумом российской Академии Художеств медалями: медалью «За заслуги перед Академией» в 2007 году, «Серебряной медалью» в 2008 году и «Золотой медалью» в 2012 году.

## Биография
Манашеров Геннадий Иосифович родился 4 ноября 1947 года в городе Днепропетровске. В 1967 году окончил с отличием Днепропетровское художественное училище, и в том же году поступает в Ленинградский институт живописи, скульптуры и архитектуры им. И. Е. Репина Академии художеств СССР (ЛИЖСА) на факультет живописи. В 1973 году дипломной работой «Выпускники» («отлично») оканчивает институт по мастерской Народного художника СССР, профессора И. А. Серебряного, с присвоением звания художника-живописца, педагога.
Отслужив в армии, Г. И. Манашеров был зачислен в ассистентуру-стажировку под руководством И. А. Серебряного. После её окончания в залах музея Академии художеств была проведена его выставка-отчет, высоко отмеченная Ученым советом института им. И. Е. Репина, которая продемонстрировала сформировавшийся профессионализм молодого художника.

## Творчество и выставки
В период обучения в институте Г. Манашеров одновременно работает художником-оформителем в городской детской больнице им. Веры Слуцкой (ныне "Св. Магдалины), где его первой серьёзной работой было оформление интерьера «Кабачка у Магдалины» (1970—1973). Этот проект сразу же привлек внимание горожан своими новыми веяниями в жизни Ленинграда (с 1991 года Санкт-Петербург). Кабачок стал культурным и уютным уголком города. Там до сих пор устраиваются концерты, бенефисы, творческие вечера, в которых не один раз, принимали участие известные люди: Алиса Фрейндлих, Игорь Владимиров, Аркадий Райкин, Владимир Зельдин, Борис Спасский, Михаил Жванецкий, Эдита Пьеха, Эдуард Хиль, Марина Капура, Михаил Боярский, Александр Розенбаум и многие другие. Молодой художник при оформлении интерьера кабачка проявил оригинальное художественное чутье и понимание времени.
Г. И. Манашеров ведет активную творческую и выставочную деятельность не только у себя на родине, но и в других странах: Финляндии, Германии, Франции, Китае, Эстонии, Японии и др. Он участвовал во многих всесоюзных, республиканских и зональных выставках вместе с такими мэтрами российского изобразительного искусства как В. М. Орешников, М. К. Аникушин, Б. С. Угаров, П. П. Оссовский, Кукрыниксы, Е. Е. Моисеенко, А. А. Мыльников, братья Ткачевы, А. Г. Еремин и многими другими.
С 1980 года Г. И. Манашеров выставлял свои произведения на аукционах Франции и Германии, после которых его картины поступали в собственность музеев и частных коллекций.
Произведения художника хорошо известны как отечественному зрителю, так и зарубежному. Его тематическим картинам («Блокада», «Поросль»), портретам «Пабло Пикассо»,"Макарыч", «Дядя Ваня», «Кукольника П. Т. Тимофеева»), пейзажам, натюрмортам, как и другим работам, характерны реалистическая направленность, достойная лучших традиций классического
искусства. А натюрморты его «Кукольной серии», выполненные в духе мистического романтизма, продолжили искания художников Серебряного века. Эта серия, подтверждающая многогранность его творческих возможностей, давно стала любимой для широкой аудитории его почитателей. Это четко продуманные композиции, созданные исключительностью собственных достижений автора.
В них видна неограниченность творческого диапазона художника, свойственная его эстетическим взглядам, волнующих современного зрителя.

## Преподавательская деятельность
После окончания института им. И. Е. Репина и ассистентуры-стажировки в 1979 году Г. И. Манашеров начинает преподавательскую деятельность: одновременно ведет учебный рисунок на факультете живописи и анатомический рисунок для всех факультетов Института, а в дальнейшем читает лекции по пластической анатомии. Им была разработана учебная программа преподавания пластической анатомии, утвержденная на расширенном заседании Президиума Научно-методического Совета Академии по художественному образованию (17 — 21 ноября 1986), которая уже не одно десятилетие показывает свою эффективность. Важность этого предмета для всех творческих факультетов вуза и высокие баллы его студентов ежегодно отмечаются на заседаниях совета живописного факультета. Г. И. Манашерову 22 февраля 1990 года присвоено ученое звание доцента, а 29 октября 1997 года он удостоен звания профессора. В 2002 -2010 годах преподавал рисунок на 2 курсе в мастерской Пичахчи С.А., по сей день - преподаватель рисунка в мастерской 2 курса под руководством Петрова И.В.
Международная преподавательская деятельность профессора Г. И. Манашерова началась с 1996 года, когда он начал официально преподавать в Академии художеств Финляндии в городе Хельсинки, где он вел расширенный курс по анатомическому рисунку и скульптуре.
С 2004 по 2016 годы его педагогическая практика связана с Сайменским университетом прикладных наук в городе Иматра. В результате, были налажены контакты между этим учебным заведением и институтом им. И. Е. Репина. Каждый год в течение десяти лет при поддержке Сайменского университета, Лахтинского университета и института им. И. Е. Репина проводился пленэрный курс. Финские и российские студенты, а также часто к ним присоединялись эстонские учащиеся, выезжали на автобусе и путешествовали по Финляндии, а затем устраивали итоговую выставку работ, что имело международный резонанс. Заканчивался этот пленэрный проект знакомством с достопримечательностями Санкт-Петербурга и посещением музея-усадьбы И. Е. Репина «Пенаты». Хорошие отзывы об этом проекте в прессе способствовали сближению и обогащению наших культур. По рекомендации Геннадия Иосифовича финские студенты учились в России, и наоборот, российские — повышали свою квалификацию в Финляндии. Многие годы Г. И. Манашеров был официальным представителем Института им. И. Е. Репина в крупнейших финских вузах (Академия художеств Финляндии, Академия Пекка Халонена, Университет г. Лахти, Сайменский университет прикладных наук и Высшее Народное училище в городе Карья).
В 2005 году Геннадий Иосифович был приглашен для работы в Центральную Академию города Пекина, где прочитал месячный интенсивный курс по пластической анатомии для китайских преподавателей, специализирующихся по этому предмету. Профессором Манашеровым была применена собственная методика на основе лучших традиций русской академической школы. Масштабная выставка, устроенная по итогам курса, продемонстрировала успешность такого обучения. На открытии этой выставки присутствовали официальные лица государственной власти Китая, представители всех видов СМИ, от института им. И. Е. Репина — ректор и проректор, с китайской стороны — руководство правления Союза художников, что свидетельствовало о значимости этого события. В 2017 году Г. И. Манашеров вновь был приглашен в китайский вуз города Чжэнчжоу, что подтвердило авторитет российского профессора.
Опыт практического применения знаний пластической анатомии в «учебном рисунке живой модели» по методике Геннадия Иосифовича был успешно применен им в ряде зарубежных художественных школ не только Финляндии и Китая, но и Швеции, США, Эстонии.

## Международная деятельность
В 2002 году Г. И. Манашеров принимал участие в создании проекта Финского Центра изобразительного искусства на территории крепости Кюминлинна в городе Котка. Манашеров написал программу его развития, а Евросоюз, увидев её перспективность, профинансировал. Г. И. Манашерову удалось поднять значимость этого проекта до межгосударственного масштаба, продемонстрировав важность его в рамках европейского содружества.
Участие Геннадия Иосифовича (2006) в организации выставки русского и финского художника Ильи Ефимовича Репина в музее городе Лаппеэнранта (Финляндия) сыграло очень важную роль в культурном обмене между нашими странами. Манашеров, как официальный представитель института им. И. Е. Репина, сумел организовать и наладить контакты так, что Русский музей доверил произведения Репина из коллекции своего музея для проведения этой выставки. Это было для того времени очень своевременным и значимым событием, что было отмечено в прессе.
В 2011 году в Итальянском зале Института им. И. Е. Репина Геннадий Иосифович организовал большую выставку «Анатомического и учебного рисунка студенческих работ под руководством профессора Г. И. Манашерова». Затем эта выставка экспонировалась в финском музее города Иматра, в результате которой Сайменский университет прикладных наук издал подробный каталог с иллюстрациями рисунков студентов, статьями руководителей вузов и профессора Г. И. Манашерова, а спустя некоторое время эту экспозицию перевезли в город Тарту (Эстония). В прессе и на телевидении это знаковое событие было освещено положительными отзывами.
Произведения Г. И. Манашерова находятся в российских и зарубежных музеях, а также в частных коллекциях Франции, Финляндии, Китая, Германии, Норвегии, США, Японии.

## Произведения
1. «Блокада» (1980, собственность Дирекции выставок Союза художников России).
2. «Поросль» (1981, собственность Министерства культуры РСФСР).
3. «Портрет старухи» (1972, собственность Музея в Китае).
4. «Портрет студента» (1973, собственность Музея в Китае).
5. «Портрет сестры» (1979, частное собрание во Франции).
6. «Портрет. Макарыч» (1980, собственность автора).
7. «Дядя Ваня» (1980, музей города Красноярска), «Портрет резчиков по дереву» (1983, собственность Министерства Культуры РСФСР).
8. «Портрет Пабло Пикассо» (1984 собственность автора).
9. «Город просыпается» (1987, собственность «Изопропаганды»).
10. «Портрет девушки на веранде» (1994, частное собрание во Франции).
11. «Кукольная серия»: "Портрет кукольника Т. А. Лялиной (1979, собственность автора);
«Портрет кукольника П. Т. Тимофеева» (1979, собственность Тверской областной картинной галереи);
«Натюрморт с куклой. Красный.» (1979, собственность автора);
«Натюрморт с куклой. Зелёный.». (1979, собственность автора);
«Натюрморт с куклой. Синий.». (1979, собственность автора);
«Натюрморт с куклой. Белый.». (1979, собственность автора);
«Натюрморт с куклой. Чёрный.» (1987, собственность Дирекции выставок Союза художников СССР);
«Натюрморт с палитрой». (1994, собственность автора) и др.

## Награды и благодарности
1. Медаль «За заслуги перед Академией» от 15 ноября 2007 года РАХ.
2. «Серебряная медаль» от 1 апреля 2008 года — Президиум РАХ.
3. «Золотая медаль» от 13 ноября 2012 года — Президиум РАХ.
4. Благодарность Комитета по культуре Санкт-Петербурга за значительный вклад в развитие сферы культуры Санкт-Петербурга. 2015.

## Перечень научных трудов профессора Г. И. Манашерова
1. «Пластическая анатомия и её связь с учебным процессом». Доклад на расширенном заседании Президиума Научно-методического Совета Академии по художественному образованию (17 — 21 ноября 1986).
2. Фигура в двух поворотах с анатомическим разбором. Статья. Ж. «Юный художник», № 1, 2. 1988.
3. Школа изобразительного искусства. 4 том. Рецензент. Изд. «Изобразительное искусство». 1993.
4. Учебный рисунок. Статья: «Фигура в движении». Изд. «Тяньцзинь». Китай. 1996.
5. Основы пластической анатомии. Вступительная статья. Россия. 2005.
6. Пленэр в Финляндии (с2004 по 2009). Каталог. Статья. Изд. Сайменского университета прикладных наук. Лаппеенранта. Финляндия. 2009.
7. Школа академического рисунка. Рецензент. Автор Чеботкин В. А. Йошкар-Ола. 2013.
8. Анатомический рисунок. (Учебное пособие). Изд. Сайменского университета прикладных наук. Лаппееранта. Финляндия. 2014.
9. Летний пленэр в Финляндии (с 2009 по 2014). Каталог. Статья. Изд. Сайменского университета прикладных наук. Лаппееранта. Финляндия. 2014.
10. Учебный рисунок. Статья «Фигура в движении». Изд. «Artindex». 2016
11. Учебный рисунок. Статья. «Фигура в двух поворотах с анатомическим разбором». Изд.
«Artindех». 2016.

## Выставки и выставочные проекты
1. Зональная выставка «К 40-летию снятия Блокады г. Ленинграда». В выставочном зале Ленинградского отделения Союза художников РСФСР. (1984). «Блокада» (1980).
2. Всесоюзная выставка в Манеже (1981, г. Москва). «Поросль» (1981).
3. «Выставка молодых художников России». «Город просыпается» (1987).
4. «Выставка молодых художников России». «Дядя Ваня» (1980).
5. Персональная выставка в г. Турку (1989, Финляндия). Портреты, «Кукольная серия», «Портрет кукольника П. Т. Тимофеева (1979).
6. Зональная выставка в Выставочном зале Ленинградского отделения Союза художников. „Портрет Пабло Пикассо“ (1984).
7. Всесоюзная выставка „Художники в борьбе за мир“ в Манеже (Москва), „Портрет Пабло Пикассо“ (1984).
8. Выставка „20-ти известных художников Санкт-Петербурга“. 2003. Музей г. Пекина (Китай). Представлено 8 работ.
9. Персональная выставка в музее г. Иматра (Финляндия). 2008. Портреты, „Кукольная серия“.
10. Выставка „К 110-летию со дня рождения В. И. Ленина“, ЦВЗ. Ленинград, 1980. „Портрет. Макарыч“ (1982).
11. „Весенняя выставка Союза художников Ленинграда“. Выставлялся с 2002 года.
12. „Осенняя выставка Союза художников Ленинграда“ Выставлялся с 2002 года.
13. Выставки в отеле „Друо“. (1-3 выставки в год). „Портрет сестры“ (1979), „Портрет девушки на веранде“ (1994) и др.
14. Участие в весенних выставках преподавателей Института им. И. Е. Репина» в музее Академии художеств. Портреты, «Кукольная серия» и др.
15. Международный художественный проект «Культурный центр Кюменллинна» в г. Котка (Финляндия), 2005.
16. Групповая выставка Ленинградских художников в галерее «Елисей». «Школа из Санкт-Петербурга» г. Гамбург, 1994). Портреты, натюрморты.
17. Групповая выставка Ленинградских художников. (г. Штутгарт, 1996). Пейзажи, натюрморты.
18. Аукцион 74. «Школа из Санкт-Петербурга» (г. Мюнхен,1993).
19. Аукцион 78. «Школа из Санкт-Петербурга» (Мюнхен, 1994).
20. Международная выставка к 190-летию со дня рождения Т. Г. Шевченко (2004). В музее прикладного искусства им. А. Л. Штиглица. (Санкт-Петербург).
21. Выставка «Учебный и анатомический рисунок под руководством профессора Г. И. Манашерова». Итальянский зал Санкт-Петербургской Академии художеств (Санкт-Петербург, 2017)
22. Ежегодная выставка преподавателей института им. И. Е. Репина. В залах научно-исследовательского музея при Российской Академии художеств (Санкт-Петербург, 2018)
23. Выставка «Учителя и ученики». В залах научно-исследовательского музея при Российской Академии художеств (Санкт-Петербург, 2018)
24. Участие в других выставках